# Felipe Melanchthon
Felipe Melanchthon, de nacimiento Philipp Schwartzerdt (Bretten, 16 de febrero de 1497-Wittenberg, 19 de abril de 1560) fue un teológo y erudito alemán,  figura central en la historia de la Reforma Protestante. Colaborador cercano de Martín Lutero, Melanchthon fue el primer teólogo sistemático del movimiento reformista, jugando un papel crucial en la articulación y desarrollo de sus doctrinas teológicas. Además de su labor religiosa, Melanchthon tuvo profunda influencia particularmente en el ámbito de la educación, donde sus diseños curriculares y visiones pedagógicas sentaron las bases para los sistemas educativos modernos.
Junto a Lutero y Juan Calvino, se le considera reformador, teólogo y forjador del protestantismo.

## Biografía
Cursó estudios en las universidades de Heidelberg y Tubinga. Al ingresar en el primero de estos dos centros, a los 12 años de edad, su tío, el humanista y hebraísta Johannes Reuchlin, le aconsejó que cambiara su nombre por Melanchthon (su apellido en griego, que significa "tierra negra"). Gracias a la influencia de su tío, en 1518 obtuvo la cátedra de lengua griega en la Universidad de Wittenberg. El discurso que pronunció al acceder a la misma atrajo notablemente la atención de Martín Lutero, catedrático de Teología Bíblica en Wittenberg desde 1512 y que ejerció una profunda influencia en él. Estudió Teología y se licenció en 1519. En 1521 escribió   Loci communes rerum theologicarum, una disertación en favor de la Reforma protestante, y reemplazó a Lutero como líder de esta causa en Wittenberg cuando su mentor fue confinado en el castillo de Wartburg. En 1526 se convirtió en catedrático de Teología y participó, con otros 27 delegados, en la unificación de las constituciones de las iglesias reformadas de Alemania.
Melanchthon y Lutero estaban comprometidos con el seguimiento de Cristo, pero encontraban muchos problemas dentro de la Iglesia católica.  Denunciaban lo que consideraban un culto exagerado a los santos y la coacción de la conciencia en el sacramento de la penitencia (confesión y absolución). Creían que esto no podía ofrecer la certeza de la salvación; en su lugar, afirmaban la justificación por la fe. Ambos rechazaban la doctrina de la transubstanciación, es decir, que el pan y el vino de la eucaristía son convertidos por el Espíritu Santo en la carne y la sangre de Cristo. Sin embargo, afirmaban que el cuerpo y la sangre de Cristo están presentes con los elementos de pan y vino en el sacramento de la Cena del Señor. Esta visión luterana de la unión sacramental contrasta con la concepción de la Iglesia católica de que el pan y el vino dejan de ser pan y vino en su consagración (aunque conservando las apariencias de ambos). 
Melanchthon hizo de su diferencia entre la ley y el evangelio el núcleo del luteranismo evangélico. Utilizó los términos "ley" y "evangelio" indistintamente para referirse a los mandatos de Dios tanto en el Antiguo como en el Nuevo Testamento.
En 1529 acompañó a Juan de Sajonia a la Dieta de Espira y fue uno de los firmantes de la Protesta de Espira, por la cual los príncipes luteranos en minoría del Imperio reclamaron la tolerancia religiosa al emperador Carlos V, acto del cual tomó su nombre el protestantismo. 

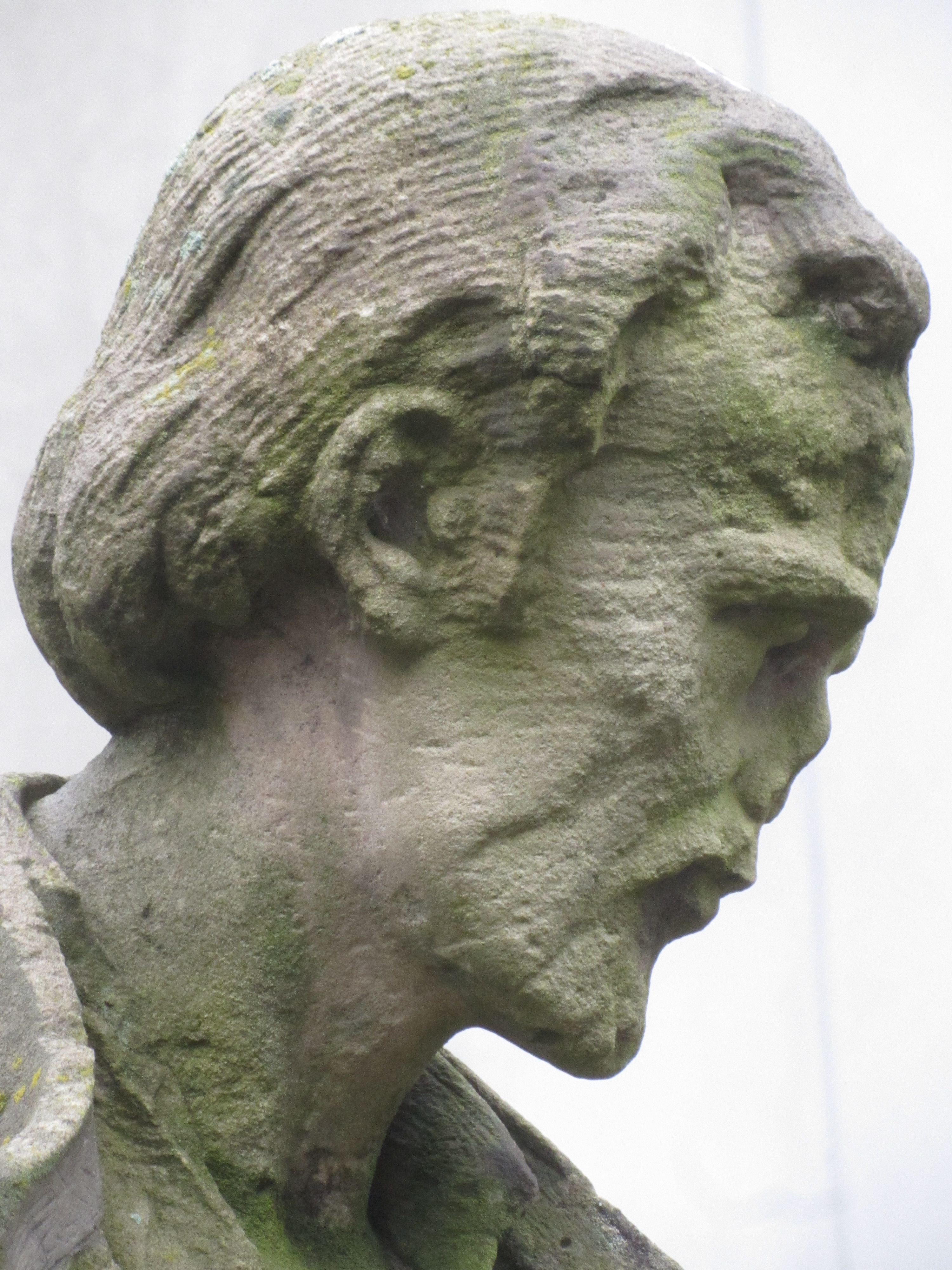
Cabeza de una estatua de Melanchton en una escuela de Fráncfort del Meno.

Como representante de la Reforma ante la Dieta de Augsburgo (ciudad del Sacro Imperio Romano Germánico) presentó en 1530 las Confesiones de Augsburgo, 28 artículos de fe redactados en colaboración con Lutero. El tono de este credo era tan conciliador que sorprendió incluso a los católicos. Un año después publicó Apología, en defensa de la Confesión de Augsburgo, profundizando en algunos de sus aspectos específicos en Variaciones (1540). Debido a su intención de lograr un entendimiento entre protestantes y católicos o, al menos, entre las distintas facciones protestantes, los seguidores más estrictos del luteranismo consideraron heréticas sus opiniones. Fue comprensivo con la doctrina evangélica y durante un tiempo conservó la mayoría de las ceremonias católicas por considerarlas adiaphora (del griego, "cosas indiferentes"), es decir, materias de escasa trascendencia que era mejor tolerar, por lo cual a sus seguidores les llamaron adiaforistas.

## Profesor en Wittenberg

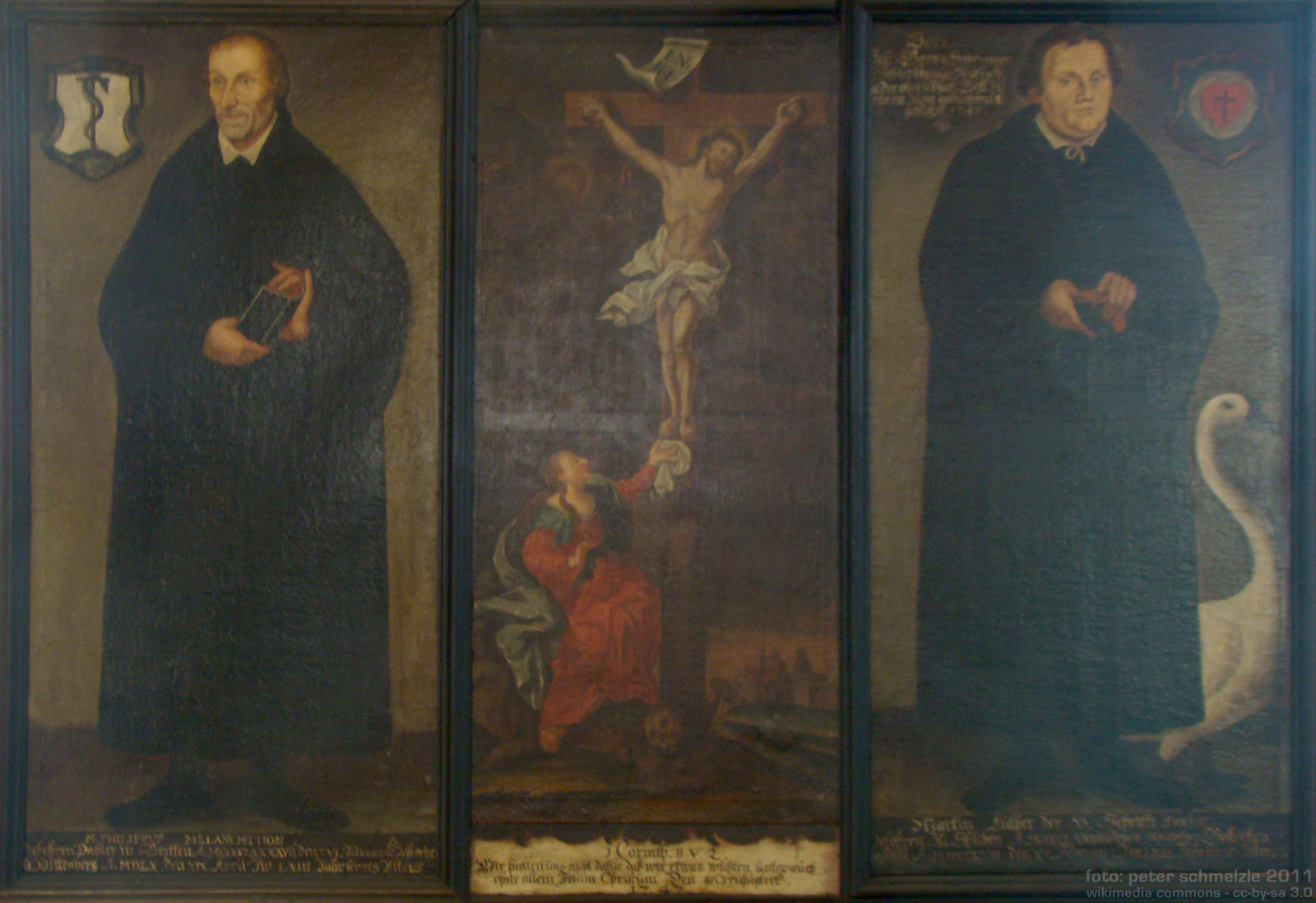
Melanchthon y Lutero con Cristo crucificado en medio

Reconocido ya como reformador, se le opuso en Tubinga. Aceptó la llamada de Martín Lutero a la Universidad de Wittenberg por recomendación de su tío abuelo, y se convirtió allí en profesor de griego en 1518 a la edad de 21 años. Estudió las  Escrituras, especialmente de Pablo, y la doctrina de la evangélica. Asistió al Debate de Leipzig (1519) como espectador, pero participó con sus propios comentarios. Después de que sus opiniones fueron atacadas por Johann Eck, replicó basándose en la autoridad de las Escrituras en su Defensio contra Johannem Eckium (Wittenberg, 1519).

## Disputas teológicas

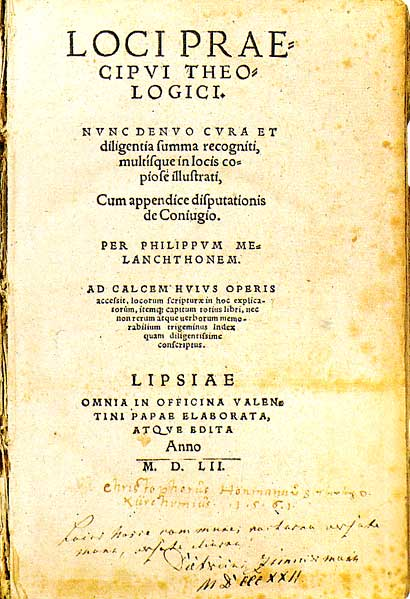
Loci Communes, edición de 1521

A principios de 1521, Melanchthon defendió a Lutero en su Didymi Faventini versus Thomam Placentinum pro M. Luthero oratio (Wittenberg, s.f.). Argumentó que Lutero sólo rechazaba las prácticas papales y eclesiásticas que estaban en desacuerdo con las Escrituras. Pero mientras Lutero estaba ausente en el castillo de Wartburg, Melanchthon vaciló durante los disturbios provocados por los profetas de Zwickau.[cita requerida]
La aparición de la obra de Melanchthon Loci communes rerum theologicarum seu hypotyposes theologicae (Wittenberg y Basilea, 1521) fue de importancia posterior para la Reforma. Melanchthon discutió los "pensamientos principales" de la Carta a los Romanos de Pablo y utilizó esta plataforma para presentar una nueva doctrina del cristianismo; una en la que la fe en Dios era más importante que las buenas obras. Loci communes contribuyó al auge gradual de la tradición Escolástica luterana, y los teólogos posteriores Martin Chemnitz, Mathias Haffenreffer, y Leonhard Hutter lo ampliaron. Melanchthon continuó dando conferencias sobre los clásicos.
En un viaje en 1524 a su ciudad natal, se encontró con el legado papal, Cardenal Lorenzo Campeggio, quien intentó apartarlo de la causa de Lutero. En su Unterricht der Visitatorn an die Pfarherrn im Kurfürstentum zu Sachssen (1528) Melanchthon presentó la doctrina evangélica de la salvación, así como reglamentos para iglesias y escuelas.
En 1529, Melanchthon acompañó al elector a la Dieta de Espira. Sus esperanzas de persuadir al Sacro Imperio Romano Germánico para que reconociera la Reforma no se cumplieron. Una actitud amistosa hacia Suiza en la Dieta fue algo que cambió más tarde, llamando a la doctrina de Ulrico Zuinglio sobre la Cena del Señor "un dogma impío".[cita requerida]

## Sus últimos días
El carácter humanista de Melanchton despertó mucha resistencia entre los teólogos luteranos ortodoxos, veteranos de las primeras batallas. Así y todo, logró reunir gran cantidad de discípulos que mantuvieron, propagaron e incluso perfeccionaron sus propuestas.
Felipe Melanchton, el reformador, amigo leal de Lutero, valioso protagonista en la traducción de la Biblia y padre de la Educación Alemana, falleció en Wittenberg, cuna de la Reforma Protestante, el 19 de abril de 1560. Murió orando por la unión de las Iglesias "en Cristo" y quejándose por la rabies theologorum (la rabia de los teólogos) de su propio campo, que desde la muerte de Lutero habían batallado contra él.
Varios artistas de la época lo retrataron: Durero le hizo un grabado en 1526 y Lucas Cranach el Joven una xilografía en 1561, basada seguramente en un boceto que había tomado en su capilla ardiente.
Su nombre figura entre las celebraciones del Calendario de Santos Luterano.

## Obras
- Loci communes (título completo "Loci communes rerum theologicarum seu hypotyposes theologicae") (1521)
- Confesiones de Augsburgo (1530)
- Apología (1531)
- Variaciones (1540)